# 马丁·克诺斯普
马丁·克诺斯普（德語：Martin Knosp，1959年10月7日—），德国男子摔跤运动员。他曾代表西德参加1984年夏季奥林匹克运动会摔跤比赛，获得男子自由式74公斤级银牌。